# Takumi Hasegawa
Takumi Hasegawa (長谷川 巧 Hasegawa Takumi?), född 6 oktober 1998 i Niigata prefektur, är en japansk fotbollsspelare.
Hasegawa började sin karriär 2015 i Albirex Niigata. 2018 flyttade han till Thespakusatsu Gunma. 2019 flyttade han till Zweigen Kanazawa.